# タラスコサウルス
タラスコサウルス（学名：genus Tarascosaurus）は、中生代白亜紀後期中の一時期をヨーロッパ大陸の一角に棲息していた恐竜の一種（属）。化石はフランスでのみ発見されている。
アベリサウルス科に分類され、カルノタウルスなどとは近縁。数少ない北半球産のアベリサウルス類である。本属はsalluvicus （サルウィクス）種のみで構成される。
大腿骨、脊椎、尾椎のみが発見されている。

## 呼称
属名は、南フランスの都市タラスコンの伝承に登場する怪物「タラスク」の名に古代ギリシア語: σαῦρος 「とかげ」を添えた合成語。

## アベリサウルス科の下位分類群
†アベリサウルス科 Abelisauridae
- アベリサウルス
- コンプソスクス Compsosuchus
- エラフロサウルス Elaphrosaurus
- インドサウルス
- インドスクス
- クリプトプス Kryptops
- マシアカサウルス
- タラスコサウルス　★
- ルゴプス Rugops
- ゼノタルソサウルス Xenotarsosaurus
- カルノタウルス亜科 Carnotaurinae
  - エクリクシナトサウルス Ekrixinatosaurus
  - イロケレシア Ilokelesia
  - マジュンガサウルス
  - ラジャサウルス
  - スコルピオヴェナトル（スコルピオウェナトル） Skorpiovenator
  - カルノタウルス族 Carnotaurini
    - アウカサウルス
    - カルノタウルス